# شقة الترتية
شقة التُّرتيَّة (1935) (بالإنجليزية: Tortilla Flat) هي من أول روايات جون ستاينبيك التي تجري أحداثها في مونتيري بولاية كاليفورنيا. كانت الرواية أول نجاح واضح من الناحية النقدية والتجارية.
يُصور الكتاب مجموعة من الريفيين وهم جماعة صغيرة من الأصدقاء الماجنين الذين يستمتعون بالحياة وشرب النبيذ في فترة ما بعد نهاية الحرب العالمية الأولى.
حُوِّلت شقة التُّرتيَّة إلى فيلم في عام 1942. عاد ستاينبيك لاحقًا إلى بعض المتسولين المحليين في مونتيري -ليس المكسيكيين الريفيين الذين يمثلون شخصيات شقة التُّرتيَّة- في روايته شارع السردين المعلب (1945).

## ملخص الحبكة
يقع حي شقة التُّرتيَّة الفقير شمال بلدة مونتيري على ساحل كاليفورنيا، ويسكنه مجموعة من السكان المحليين العاطلين عن العمل الذين ينحدرون من أصول مكسيكية وهندية واسبانية وقوقازية (الذين يزعمون بمعظمهم انحدارهم من أصول إسبانية صافية).
يرث داني (الشخصية الرئيسية) منزلين عن جده حيث يذهب للعيش مع أصدقائه. يشبِّه ستاينبيك منزل داني ومنزل أصدقائه بالطاولة المستديرة وطاولة الفرسان المستديرة. تجري معظم الأحداث في نهاية سنوات المراهقة وسنوات الشباب الخاصة بستاينبيك، بعد الحرب العالمية الأولى بفترة وجيزة.
تشرح عناوين الأجزاء التالية وملخصاتها المرافقة المغامرات التي تعيشها مجموعة من المهووسين بشرب الكحول من أجل الحصول على النبيذ الأحمر والأصدقاء.
فوق بلدة مونتيري على الساحل الكاليفورني، تقع منطقة "تورتيا فلات" البائسة، التي يقطنها مجموعة من السكان المحليين العاطلين عن العمل من أصول مكسيكية-هندية-إسبانية-قوقازية (وغالبًا ما يدّعون النقاء الإسباني).

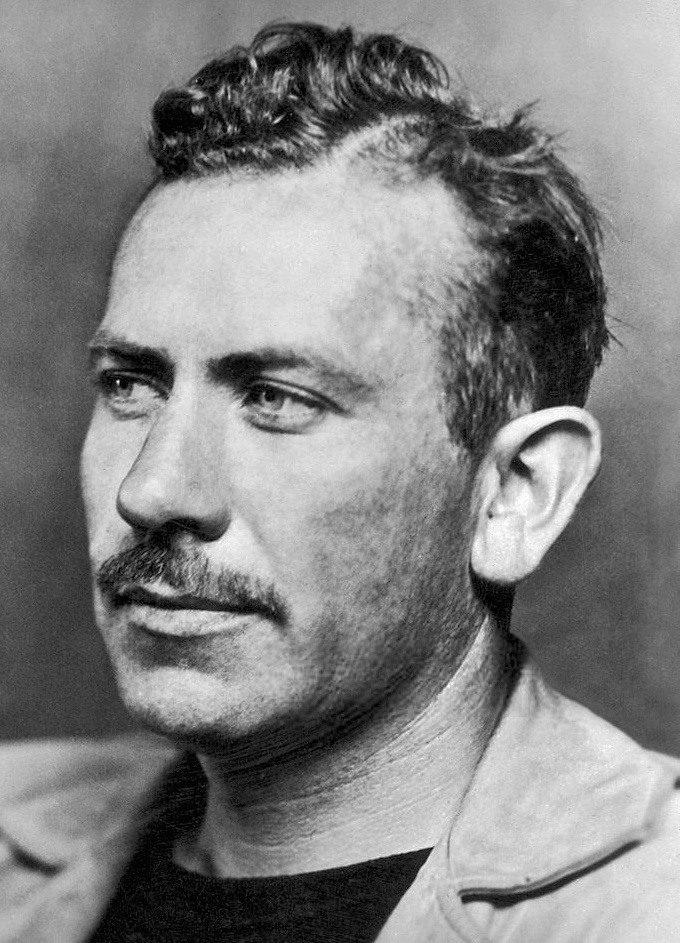
جون ستاينبيك مؤلف شقة الترتية

الشخصية المحورية، داني، يرث منزلين من جده، فيقيم فيهما مع أصدقائه. يشبّه شتاينبك منزل داني وأصدقاءه بـ "المائدة المستديرة" وفرسانها. تدور معظم الأحداث في سنوات شباب الكاتب، بعد الحرب العالمية الأولى مباشرة.
تستعرض عناوين الفصول التالية مغامرات هذه المجموعة  في سعيها وراء النبيذ والصداقة:
الفصل 1: عودة داني من الحرب واكتشافه أنه وريث. يقسم على حماية الضعفاء. يسكر ويُسجن، ثم يهرب ويقنع صديقه "بيلون" بمشاركته النبيذ والمنزلين.
الفصل 2: يغري الطمع "بيلون" للتخلي عن كرم داني. يقتل ديكًا، ويستأجر البيت الثاني دون نية الدفع، ويقايض ورودًا ورقية بنبيذ.
الفصل 3: يتقاسم داني وبيلون النبيذ والنساء والقتال. يُؤجر "بيلون" نصف بيته لـ "بابلو".
الفصل 4: يُؤجر البيت مجددًا لـ "خيسوس ماريا كوركوران"، وتُستخدم وديعته لشراء هدية لامرأة أعجب بها.
الفصل 5: يحتفلون بنبيذ، وتحترق إحدى البيوت بينما يغفل داني عن الحريق لانشغاله بجارته.
الفصل 6: ينام الأصدقاء في الغابة، يجدون غداء نزهة، ويعودون للعيش في المنزل المتبقي.
الفصل 7: يظهر "القُرصان"، رجل بسيط يتبعه خمسة كلاب. بعد شفاء أحد كلابه، يعزم على شراء شمعدان ذهبي للقديس فرنسيس. يخفي 1000 ربع دولار (250$)، ويكشف عن مكانها لأصدقائه الذين يساعدونه.
الفصل 8: يعود "جو برتقي" من السجن، ويحرق بيت دعارة. يحفر مع "بيلون" بحثًا عن كنز مزعوم، ويجدان علامة مسح طبوغرافي. يشربان على الشاطئ، ويبادل بيلون سرواله بنبيذ.
الفصل 9: يتورط داني في صفقة مكنسة كهربائية بلا كهرباء لأجل "سويتس راميريز". يتدخل بيلون ويقايض المكنسة بالنبيذ.
الفصل 10: يجلب خيسوس ماريا رجلاً وطفلاً مريضًا للمنزل. يروي الرجل قصة مؤلمة عن فقدان زوجته وابنه، مع درس أخلاقي ساخر.
الفصل 11: يسكر "جو برتقي" عند "تيا إغناسيا"، ولا يعاشرها. تضربه، ويقع في حبها وسط المطر والطين.
الفصل 12: يُسلِّم "القُرصان" كيس النقود إلى داني، فيُسرق. يُضرب "جو" المشتبه به. تُشترى شمعدان ويُحتفل بالوفاء بالنذر. ترى الكلاب "رؤية مقدسة".
الفصل 13: "تيريسينا كورتيس" تُربّي 9 أطفال أقوياء على الفاصوليا فقط. عندما تُدمَّر المحاصيل، يسرق الأصدقاء طعامًا. يتحسن الأطفال بعد "معجزة" وصول أكياس فاصوليا.
الفصل 14: قصص من بيت داني، منها قصة خنزير ضائع، قصة "بوب الطويل" الذي فقد أنفه، وقصة حب انتحارية من "رافانو العجوز".
الفصل 15: يُصبح داني منعزلاً. يدّعي "توريللي" ملكيته للبيت، فيسرق الأصدقاء عقد البيع ويحرقونه.
الفصل 16: في حفل وداعي، يحتفل الجميع. يتحدى داني الجميع ويتوفى إثر سقوطه من ارتفاع 12 مترًا.
الفصل 17: لا يستطيع الأصدقاء حضور جنازته العسكرية بملابس لائقة. يشربون النبيذ، ويشعلون نارًا تقضي على المنزل، ثم يغادر كلٌّ منهم منفردًا.

## الاستقبال
حققت رواية *تورتيا فلات* نجاحًا تجاريًا واسع النطاق، وكانت أول عمل أدبي حقق لشتاينبك شهرة واسعة. يشير توماس فِنش إلى أن أجواء الرواية المثالية، حيث "المال نادر الاستخدام"، و"الطعام، النبيذ، الدفء، والنساء" تشكل كل ما يطمح إليه الأبطال، قد وفرت خلال فترة الكساد الكبير متنفسًا أدبيًا لجمهور يئن تحت وطأة الضغوط الاقتصادية والاجتماعية. تميزت الرواية بأسلوب سردي سلس وبسيط، يجمع بين الفكاهة والإنسانية، مما جعلها قريبة من القارئ ومتاحة للجميع.  تلقى العمل ترحيبًا نقديًا باعتباره قطعة ترفيهية ذات طابع إنساني، رغم أن بعض النقاد لاحظوا تذبذبًا في بناء الحبكة وافتقارًا إلى العمق الدرامي في بعض الأحيان. وصفت صحيفة *نيويورك وورلد-تيليغرام* الرواية بأنها "مصدر متعة خالصة"، لكنها أعربت عن خيبة أمل من النهاية التي اعتبرتها "عادية لا تترك أثرًا قويًا". من جهتها، أشادت *نيويورك تايمز* ببراعة شتاينبك الساخرة وقدرته الفريدة على تحويل اللغة الإسبانية المحلية إلى إنجليزية ساخرة ورقيقة.  بالإضافة إلى ذلك، أشاد النقاد بقدرة الرواية على تجسيد الروح الجماعية والتلاحم بين شخصياتها، ما جعلها عملًا محببًا وواقعيًا رغم بساطة الحبكة، كما أبرزت المزج المتقن بين الكوميديا والدراما الاجتماعية الذي أثرى تجربة القراءة. ولا تزال الرواية محل دراسة وبحث في الجامعات بسبب توازنها بين الترفيه والرسائل الاجتماعية الخفية.

## أنظر أيضا
المهر الأحمر رواية قصيرة
فئران ورجال رواية قصيرة
عناقيد الغضب رواية
في مغيب القمر رواية
شتاء السخط (شتاء الأحزان) رواية

## وصلات خارجية
- شقة الترتية على موقع الموسوعة البريطانية (الإنجليزية)

- شقة التُّرتيَّة - تحليل (بالإنجليزية)